# كهف روميتو
كهف روميتو (بالإيطالية: Grotta del Romito)‏ هو كهف طبيعي من الحجر الجيري في وادي لاو بحديقة بولينو الوطنية، بالقرب من مدينة باباسيدرو في كالابريا، إيطاليا. أكد سجل علم وصف طبقات الأرض للحفريات الأولى احتلال الإنسان القديم لفترات طويلة خلال العصر الحجري القديم العلوي منذ 17.000 عام والعصر الحجري الحديث منذ 6400 عام. تم توثيق قطعة واحدة، ولكنها رائعة من نقش الصخور الجدارية في العصر الحجري القديم العلوي. تم اكتشاف العديد من مواقع الدفن متفاوتة العمر في البداية. أدت الجلسات المتكررة بشكل غير منتظم إلى اكتشافات إضافية، مما يشير إلى أعمال حفر مستقبلية.

## وصلات خارجية
- Pollino Park info